# Pierson Bábosok
A Pierson Bábosok, vagy ahogy gyakran nevezik őket: „Bábosok”, Larry Niven Ismert Űr univerzumának kitalált idegen értelmes faja.

## Biológia és szociológia
A Pierson bábosoknak két mellső és egy patában végződő hátsó lábuk, és ellentétben az emberi felsőtesttel két, kígyószerű fejük van. A fejek kicsik, rajtuk szájak, azokban villás nyelv, a száj körül gumiszerű ajkak és ujjszerű bütykök találhatók, valamit fejenként egy szem. Nem a fejekben van az agy, hanem a két nyak találkozásánál lévő sörénnyel védett púpban. A „szájakat” tárgyak manipulálására használják, az emberi kézhez hasonlóan, bár jóval ügyesebben annál. A hangszál rendkívül fejlett: az emberi fülnek a Bábosok beszéde nagyon bonyolult zeneműnek hangzik.
A „Pierson” előtag annak az embernek a nevéből származik, aki a 26. században először találkozott a bábosokkal. Niven A puha fegyver című regénye szerint Pierson egy űrhajó legénységének tagja volt, társaival egy bolygón táboroztak, és egy 20. századi mese feldolgozása ment éppen a szórakoztató csatornán: „Beany és Cecil, a tengeribeteg tengeri kígyó”. Pierson az újonnan felfedezett idegennek a „Bábos” nevet adta, mivel Cecil fejére és nyakára emlékeztetett. A legtöbb bábos, ha emberekkel kell beszélnie, a görög mitológia kentaurjainak nevét választja, mint például Nessus vagy Chiron.
Biológiailag a bábosok rendkívül intelligens növényevők; csordában élnek, saját fajtájuk társaságát és szagát kedvelik. Szaporodási ciklusuk szokatlan, leginkább egyes földi darázsfajokéra hasonlít: a bábosok magukat háromneműnek tartják, két hím és egy nőstény egyed kell a szaporodáshoz. A két hímnemű egyike a tojásrakó, másikuk a megtermékenyítő; a tojást az egyik a nőstény testébe juttatja, másikuk megtermékenyíti. A nőstény egy értelem nélküli parazita-hordozó, az új egyed fejlődése során lassan felfalja azt.
Technikailag a bábosok nagyon fejlettek, évszázadokkal, ha nem évezredekkel járnak a többi faj (így az emberek) előtt. Jó példa erre az emberek által a 25. században felfedezett transzfülke, amely a teleportálás egy olcsó és biztonságos módja; az átvitel mindkét végén zárt helyet igényel. A bábosok sokkal elegánsabb és kifinomultabb lépőkorongokat használnak, melyekhez nem feltétel a zárt tér. Sokkal lenyűgözőbb példa a bábosok szülőbolygójukat és csillagrendszerük többi bolygóját Klemperer-rozettába rendezték, és fénynél lassabb sebességgel távoztak az Ismert Űrből, hogy elkerüljenek egy húszezer év múlva esedékes galaktikus katasztrófát.
Társadalmukat tekintve legfontosabb és legszembetűnőbb tulajdonságuk a faji/kulturális hajlam a gyávaságra, a csordaalkotó ösztön és a megállapodások feltétel nélküli tisztelete. A gyávaságról a bábostársadalom úgy véli, ebből ered a bábosok azon reflexe, hogy a veszélynek hátat kell fordítani. Jó néhány bábos bebizonyította azonban, hogy ez a reflex a csordaösztönből fakad, azaz a hátat fordítás összekapcsolódik a bábosok másik reflexével: a támadást a rendkívül veszélyes hátsó patával lehet elhárítani. A Gyűrűvilágban, amikor Nessus és csapattársai bajba kerültek, a bábos a következő módon védte meg magát:
Egyetlen folyamatos mozdulatsorral a bábos megpördült mellső lábain és kirúgott a hátsóval. A fejei visszafelé néztek és szélesen eltartottak a törzstől, emlékezett Louis, hogy a célt jobban bemérhesse. Nessus halálpontosan kirúgta a férfi szívét összetört mellkasából.
(Gyűrűvilág, 13. fejezet, megjelent 1970-ben.)
A másik megfigyelhető viselkedés a kómaállapot, amely leginkább az emberi magzati póz megfelelője a bábosoknál – ahogyan a struccról azt tartják, hogy fejét a homokba dugja a veszély láttán, a bábosok labdává gömbölyödnek, három lábukat és fejüket a jól védett koponyapúp alá rejtve. Ez részben gyermekkorban tanult reflex, érdemes azonban megjegyezni, hogy egy bábos a halálos veszélyre sohasem válaszol kómaállapottal, egyszerűen „nem engedheti meg magának”; a halálos veszélyt mindenáron el kell hárítani. Gyávaságuk építészetükben és formatervezésükben is kimutatható: minden bábos által tervezett épület, jármű és tárgy élek és sarkok nélküli, lekerekített formák, félig olvadt megjelenés jellemez mindent, nehogy valaki véletlenül megsebesítse magát vagy másokat.
A Gyűrűvilágban Nessus elmagyarázza, hogy a gyávaságuk részben egy tudományos kísérlet eredménye (részleteket nem közöl), mely bebizonyítja, hogy a bábosoknak nincsen halhatatlan lelkük, és így a halál fajuk számára abszolút és örökös. Emiatt a bábos faj fanatikusan ragaszkodik saját biztonságához.
A bátor bábost fajtársai nemcsak betegként kezelik, (Nessus szerint „mindig a többség a normális”), hanem valóban beteg, olyan tüneteket mutatva, amelyeket az embereknél elmebetegségeknél tapasztalunk, úgymint mániákus depresszió, népirtási hajlam, depresszió és így tovább. Érdekesség, hogy a Hosszú Lövés legénységén kívül egyetlen ember sem találkozott egészséges bábossal, mivel egyetlen ép bábos sem hagyná el a Világflottát (lásd lejjebb), és akik mégis, azok sem távoznának a fájdalommentes öngyilkosság eszköze nélkül, ha azt a körülmények úgy kívánják.
Ha egy bábos álmélkodását vagy vidámságát akarja kifejezni, akkor két fejét egymás felé fordítja, tulajdonképpen önmagát nézi. Niven szerint a bábosoknál ez áll legközelebb a nevetéshez.

## Politika és a más fajokkal való kapcsolatok
A bábosok politikailag egyfajta demokráciában élnek, két nagy párttal: a Konzervatívok és a Kísérletezők. A Konzervatívok vezették őket a történelem nagyobbik részében; a Kísérletezők csak akkor kerülnek hatalomra, ha a bábos faj biztonságát fenyegeti veszély és a cselekvést kevésbé tartják veszélyesnek, mint a nem cselekvést.
A bábosok vezére a Leghátsó. Mivel a bábosoknak saját és fajuk biztonsága mindennél fontosabb, a legfontosabb bábos „hátul van”, ő a többi fajtárs védelmezője (Ő, aki hátulról vezet). Egy feldühödött, leváltott Leghátsó felelős Louis Wu visszatéréséért a Gyűrűvilágra.

### Általános Termékek
A bábosok közismert őszintesége a kereskedelemben lehetővé tette számukra, hogy kiterjedt kereskedelmi birodalmat alakítsanak ki, melynek neve Általános Termékek. Az emberi bronzkor óta a bábosok a legismertebb kereskedők az Ismert Űrben. A Bábosok Kivonulása után az Általános Termékekről az a hír járja, hogy a cég mögött Gregory Pelton áll (Síkföldi).
Az ÁT által forgalmazott termékek közül az egyik legfontosabb az űrhajókhoz gyártott Általános Termékek hajótest. Amint azt egy bábostól elvárhatjuk, egy ilyen hajótest teljesen áthatolhatatlan, kivéve a látható fényt, az árapály-erőket és a gravitációt, valamint a lebomlást antianyag közelében. A hajótestet úgy reklámozták, hogy sértetlenül át lehet vele repülni egy csillag kromoszféráján (bár az utasok megfőhetnek, e kellemetlen mellékhatás kiküszöbölésére kiegészítőként sztázismezőt is lehet vásárolni.
Az ÁT hajótest elpusztításának egyetlen ismert módja az antianyaggal való érintkezés. A „Síkföldi” című történetben egy ÁT hajótest diffúz antianyag állandó sugarába kerül egy különös csillagrendszerben. Amíg egy egyszerű fém hajótest egyszerűen eltűnne ilyen körülmények között, addig az ÁT hajótest csak elkezd legombolyodni. Ez amiatt történt, mert ez a fajta hajótest egyetlen hihetetlenül hosszú és összetett molekulából áll. Amint elegendő mennyiségű alkotó atom semmisül meg az antianyag miatt, a molekula nem maradhat stabil, így kisebb molekulákká és atomokká esik szét, gyakorlatilag egyetlen pillanat alatt eltűnik. Szerencsére a pilóta állandóan űrruhát viselt, emiatt túlélte az eseményt.

### Külpolitika
A bábosok külpolitikájának fő törekvése: az univerzum irányítása és ezáltal saját biztonságuk garantálása. Mivel a bábosok saját magukat a lehető legkevesebb veszélynek hajlandóak csak kitenni, ezért más fajokat használnak fel céljaik elérésére, és nem riadnak vissza a vesztegetésektől és zsarolásoktól sem. A zsarolás a bábosok számára teljesen elfogadott és etikus eszköz, a zsarolás gyakorlatát intézményesítették, ezáltal az teljesen biztonságos mind a zsaroló, mind a megzsarolt számára. A zsarolónak át kell adnia minden bizonyítékát a megzsaroltnak, és alá kell magát vetnie egy részleges emlékezet-törlésnek is. A bábosok egyéb személyes manipulatív eszközöket is használnak: például az emberi hímekkel tárgyaló bábosok csábító női hangon kommunikálnak, a Nessus nevű bábos egy beépített taspot használt, egy olyan eszközt, amely képes távolról stimulálni az agy gyönyörközpontját, így tudat alatt befolyásolhatta tárgyalópartnereit.
A 'Gyűrűvilágban' kiderült, hogy a bábosok kormánya belepiszkált az emberi és kzin génkészletekbe. Elindítottak egy háborúsorozatot (Ember-Kzin Háborúk) a harcias kzinek és az emberek között, és elérték, hogy a kzinek minden alkalommal veszítsenek. E műveletekben eszközül használták fel a csillagmag-csalit, hogy egy Kívülálló hajót az emberi űrbe vezessenek, hogy eladják a fénynél gyorsabb meghajtás terveit az emberiségnek. Ezzel a módszerrel gyorsították fel a kzin evolúciót, mivel a legagresszívabb kzinek a harcban meghaltak, így a békésebbek szaporodhattak, egyúttal fokozatosan elnyomva fajuk agresszióra való hajlamát.
Egy másik bábos tenyésztési kísérlet volt a Szerencsés Ember Projekt. A bábosok kormánya szerint az emberiség legfigyelemreméltóbb tulajdonsága a szerencse, és úgy határoztak, feljavítják ezt. A földi politikát vesztegetéssel és zsarolással afelé irányították, hogy 2650 körül bevezessék a Születésjogi Lottót, és ezzel az emberi genetikai kiválasztódást (melyet az Egyesült Nemzetek Termékenységi Tanácsa irányított) a szerencsés egyedek létrejötte felé tereljék. A Teela Brown nevű hősnő, aki a Gyűrűvilágra utazott, valójában a Szerencsés Ember Projekt végterméke, bár annak nem igazán a bábosok által remélt fajtája. A szerencséje erősen szelektív, a valószínűségeket oly irányba tereli, ahol a végkimenet Teela (vagy utódai ) számára a legkedvezőbb, tekintet nélkül a körülötte lévők további sorsára. Ez gyakran éppen hogy ellentétes volt az első Gyűrűvilág-expedíció érdekeivel.

## Az anyabolygó – AVilágflotta
A bábosok eredetbolygója évszázadokig a legteljesebb titokban maradt. A kiterjedt kutatások ellenére a bábosokon kívül az Ismert Űr egyetlen lakója sem tudta a helyét, az egyetlen kivétel a jinxi születésű kalóz, Kidd kapitány lehetett. A Birodalom emléke című novellában a kapitány véletlenül rábukkant a bábosok világára, később visszatért oda a Bábmester nevű hajón, hogy kirabolja a hazatérő bábos hajókat, ahelyett, hogy szabályos zsarolási egyezséget kezdeményezett volna. Kidd állítása szerint a bábosok otthona egy kis vörös óriáscsillag körül kering, koordinátái 23.6, 70.1, 6.0 (bár a koordináta-rendszer ismeretlen). Mielőtt meghalt volna, a titkot átadta a wunderlandi Richard Shultz-Mann-nak.
A bábosok hatalmas összegű hallgatási pénzeket fizettek akár a világuk helyére vonatkozó legkisebb utalásokért is. 2641-ben kiderült, hogy a bábosok anyabolygójának nincsen holdja. Ezt onnan sikerült kideríteni, hogy az Általános Termék hajótestek átengedik az árapály-erőket, ám erről a bábosoknak nem volt tudomásuk, lévén, hogy világuknak nincsen nagyméretű kísérő holdja, így az árapály jelenségével sem találkozhattak (kiderül a Neutroncsillag c. novellából).
A bábosoknak történelmük során számos drámai változtatást kellett eszközölniük anyabolygójukon, mivel a globális felmelegedés és a túliparosodás gyorsan lakhatatlanná tette volna bolygójukat. Napjuktól távolabbi pályára állítva a bolygót csökkentették ugyan a globális felmelegedés hatásait, ám a túliparosodás következtében rendszerük négy másik világát is közelebb vittek bolygójukhoz, farmvilágokká terraformálták azokat és Klemperer-rozettába rendezték őket.
Nessus így magyarázta ezt el Louis Wu-nak és a Hosszúlövés legénységének:

„Már említettem,” mondta Nessus, „hogy a civilizációnk a saját hulladékhőjében haldoklott. A hulladékok teljes anyagátalakítása energiává megszüntette a civilizációnk melléktermékeit, egyetlen kivétellel. nem volt más választásunk, a világunkat el kellett távolítanunk a napjától.”

„Nem veszélyes ez?”

„De, nagyon is. Abban az évben rengeteg őrültség történt, emiatt nevezetes is a történelmünkben. De vásároltunk egy reakciómentes, lendületmentes hajtóművet a Kívülállóktól. Képzelhetitek az árát. Még mindig fizetjük a részleteket. Elmozgattunk két agrárvilágot, más, értéktelen bolygókkal kísérleteztünk; egyszóval megcsináltuk: elmozgattuk az anyabolygót.

”Hamarosan rájöttünk, hogy a napunk inkább teher, úgyhogy tovább költöztettük a bolygót egytized fényévnyire. Ekkor a nap már csak horgonyként szolgált. Szükségünk volt a farmbolygókra, és nem is lett volna szerencsés, ha a világunk csak úgy szabadon kószál az űrben, de egyébként nem kellett már a nap.

„Hoztunk hát a szomszédos rendszerekből megfelelő bolygókat, négyre növeltük az agrárbolygók számát és Klemperer-rozettába állítottuk őket.”

–(Gyűrűvilág, 5. fejezet)

Amikor a napjuk sárga törpéből vörös óriássá változott, a bábosok világaikat a rendszerük Oort-felhőjébe költöztették. Ez volt az egyik oka annak, hogy olyan jól sikerült megőrizni a világuk hollétét: a keresők a bábosok életszükségleteiből következtetve egy sárga törpecsillagot kerestek, miközben egy vörös óriás körül keringett, ráadásul jókora távolságra attól.
Az A magnál című novellában Beowulf Shaeffer, aki öt évvel korábban a bábosokkal kapcsolatos árapály-felfedezést tette, felfedezi, hogy a Galaxis magja felrobbant. Ez a hír váltotta ki a Bábosok Kivonulását, amely során a Világflotta alig a fénysebesség alatt haladva elhagyja a Galaxist a Magellán-felhők irányába abban a reményben, hogy mire a magrobbanás lökéshulláma eléri a Világflottát, a bábosok találnak megoldást civilizációjuk megmentésére. A Kivonulás nagy részvénypiac-összeomlást eredményezett az emberi társadalomban. 2864-ben a Világflotta elhagyta az Ismert Űrt.
Meg kell jegyezni, hogy a Világflotta sebessége (0.8c) legalább akkora kárt okozhat, mint a Magrobbanás maga. Ez azt is jelenti egyúttal, hogy a bábosoknak van megfelelő eszköze az egész világokat érintő sugárzás kezelésére. A Hajótörés-földi c. történetben arról a feltevésről olvashatunk, hogy a bábosok valójában a lakatlan Galaxis-magba akarnak költözni, egyúttal elszigetelve a veszélyes fajoktól. A Hajótörés-földi egyúttal rámutat, hogy a bábosok talán csak tettették, hogy nem ismerik az árapály-erőket.